# Богдан, Йоан
Йоан Богдан (25 июля 1864, Брашов — 11 июня 1919, Бухарест) — румынский филолог-славист, автор исследований по славянскому влиянию в румынском языке, основатель славяно-румынской филологии.
Окончил среднюю школу в Брашове, затем учился в колледже в Яссах. Получив степень бакалавра, изучал славянские языки в Вене, Санкт-Петербурге и Кракове. 20 июня 1892 года стал профессором филологического факультета Бухарестского университета, с 1898 по 1912 годы будучи его деканом и став в 1897 году первым в Румынии главой кафедры славянской филологии. 31 марта 1892 года стал членом-корреспондентом Румынской академии наук, а 29 марта 1903 года был избран академиком. Дважды, с 25 мая 1910 по 25 мая 1913 года, а затем с 28 мая 1916 по 1 июня 1919 года, избирался вице-президентом Академии. Состоял также членом Московского общества истории и древностей.
Его научные работы по большей части были посвящены анализу лексики средневековых славяно-румынских рукописей, при этом Богдан подчёркивал важную роль славянских языков в процессе формирования румынского языка. Был также автором ряда обобщающих работ по истории и культуре румынского народа в Средние века.